# Gustav Voigts

Gustav Voigts und seine Brüder

Gustav Voigts (* 3. Juli 1865 in Meerdorf; † 14. April 1934 in Windhoek) war einer der ersten deutschen Landwirte im damaligen Deutsch-Südwestafrika (heute Namibia) und Bürgermeister von Windhoek.

## Leben

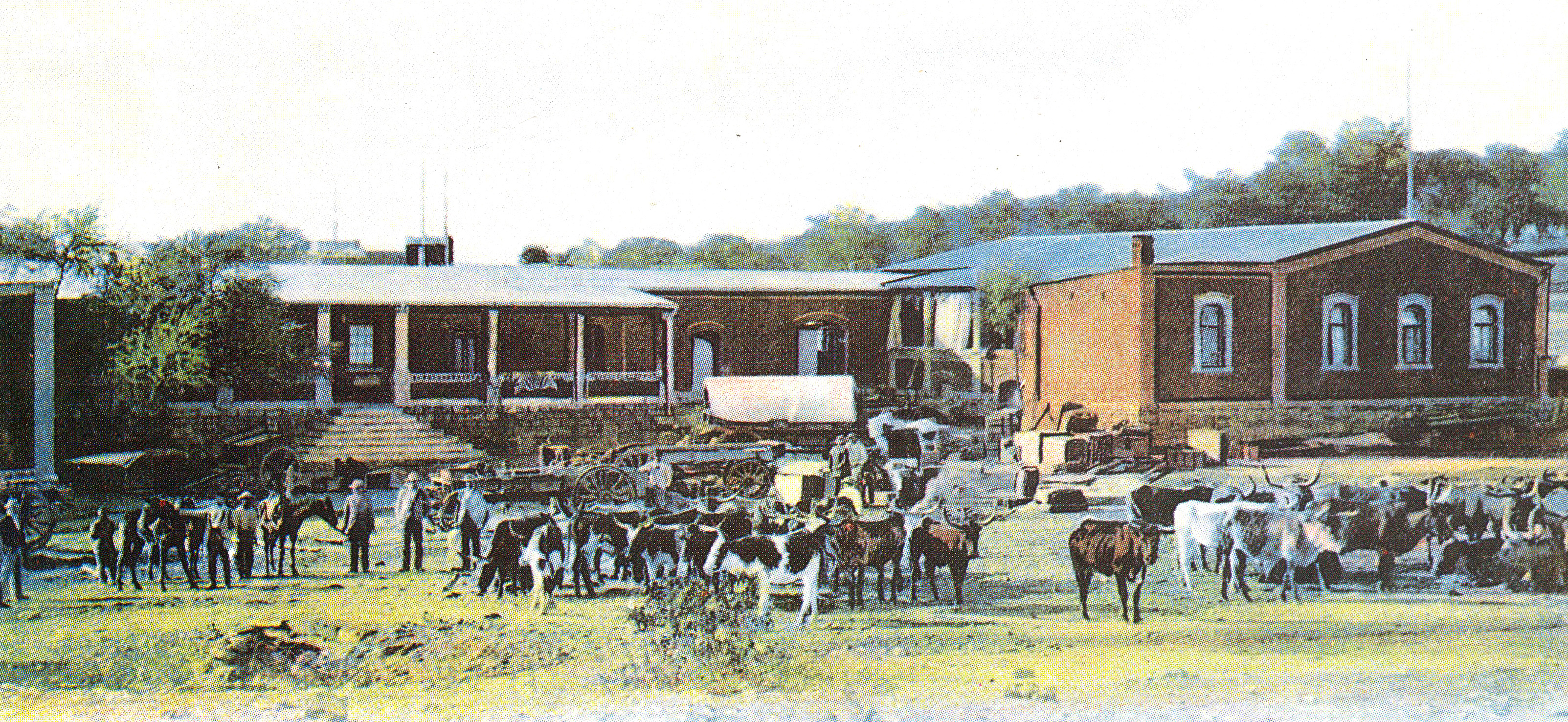
Rinder vor dem Laden von Wecke & Voigts in Windhoek (um 1900)

Gustav Voigts kam Ende des 19. Jahrhunderts mit seinen Brüdern Albert und Richard als Kaufmann in die deutsche Kolonie Südwestafrika. Er handelte mit den Herero, eine Volksgruppe, die damals zumeist Viehzucht betrieb. Dazu gründete er am 3. September 1892 in Windhoek mit Fritz Wecke, bis dahin sein Arbeitgeber, das Handelshaus „Wecke & Voigts“.
Die Herero bezahlten Waren wie Spaten, Eimer oder Kochtöpfe mit Rindern, die Voigts nach Südafrika verkaufte. Er erwarb von den Herero Land, um dort die Rinder vor dem Transport halten zu können. Die deutschen Händler und die Führer der Herero (z. B. Samuel Maharero) behandelten sich mit gegenseitigem Respekt. Beim Krieg gegen die Herero in den Jahren 1904 bis 1908 wurden daher die Angehörigen des Handelshauses wegen der guten Beziehungen aus dem Konflikt herausgehalten. Zu Beginn des Aufstands diente Gustav Voigts als Reserveoffizier beim Train der deutschen Schutztruppe.
Von 1914 bis 1920 hielt sich Gustav Voigts mit seiner Familie (Frau und fünf Kinder) in Europa auf. Als Fünfzigjähriger wurde er während des Ersten Weltkriegs als Leutnant der Landwehr an der Ostfront eingesetzt. Danach lebte er wieder in Südwestafrika.
Noch heute ist die Familie Voigts Miteigentümer des Unternehmens „Wecke & Voigts“, einer der großen Ladenketten in Namibia. In Windhoek besteht seit 1894 das Stammhaus des Unternehmens, das Kaufhaus „Wecke & Voigts“. 2006 wurde Dieter Voigts (Enkel von Gustav Voigts) Leiter dieses Kaufhauses, welches Teil des großen Geschäfts- und Einkaufszentrums Gustav Voigts Centre an der Independence Avenue war, 2022 aber geschlossen wurde.
Die Geschichte seiner Familie in Namibia wurde 1995 beispielhaft in einem Dokumentarfilm des Evangelischen Zentrums für Entwicklungsbezogene Zusammenarbeit dargestellt.
Nach Zuerkennung des Stadt-Status an Windhoek im Jahre 1909 wurde Gustav Voigts erster gewählter Bürgermeister von Windhoek. 1913 wurde Peter Müller sein Nachfolger.